# Ljudska sudbina (kratka priča)
Ljudska sudbina (rus. Судьба человека, transliteracija: Sudba Čeloveka) je kratka priča koju je napisao sovjetski ruski pisac Mihail Šolohov 1956.

## Radnja
Kada izbija Velikoi domovinski rat, vozač kamiona Andrej Sokolov mora otići u vojsku i rastati se od svoje obitelji. U prvim mjesecima rata biva ranjen i zarobljavaju ga nacisti. U zatočeništvu proživljava sav teret koncentracijskog logora. Zbog svoje hrabrosti koju je pokazao načelniku logora kada je odbio piti s njim za pobjedu nacističke vojske, izbjegava njegovo smaknuće i, na kraju, bježi od nacista. Na kratkom odmoru u rodnom gradu Sokolov doznaje da su njegova voljena žena Irina i obje kćeri poginule tijekom bombardiranja. Odmah se vraća na ratište, ne može više ostati u rodnom gradu. Jedinu obitelj koji Andrej još ima je njegov sin, koji služi kao časnik u vojsci. Upravo na Dan pobjede, Andrej prima vijest da mu je sin ubijen posljednjeg dana rata. Nakon rata, usamljeni Andrej Sokolov ne vraća se u svoj grad i radi negdje drugdje. Upoznaje malog dječaka Vanju koji je ostao siroče. Majka mu je umrla, a otac nestao u borbi. Sokolov kaže dječaku da mu je on otac, što dječaku (i njemu samom) daje nadu za novi život.

## Pozadina
Radnja priče temelji se na stvarnim događajima. U proljeće 1946. godine Šolohov je u lovu upoznao čovjeka koji mu je ispričao ovu priču. Šolohov je bio potresen i rekao je: "Napisat ću kratku priču o tome, sigurno hoću." Deset godina kasnije, nakon što je pročitao nekoliko kratkih priča Hemingwaya i Remarquea, Šolohov je za sedam dana napisao Ljudsku sudbinu.

## Filmska adaptacija
Godine 1959. priču je ekranizirao Sergej Bondarčuk, koji je tu igrao i glavnu ulogu. Film Ljudska sudbina nagrađen je glavnom nagradom na Moskovskom filmskom festivalu 1959. godine i otvorio je Bondarčuku put do većih naslova.